# Ficción noir
La ficción noir (también conocida como roman noir o ficción negra) es un subgénero de la ficción policíaca.

## Definición
El noir denota una marcada oscuridad en cuanto a temática y contenido, generalmente con una inquietante mezcla de sexo y violencia.
Aunque ambas están relacionadas y a menudo son confundidas con la ficción detectivesca hardboiled (debido a la adaptación habitual de las historias de detectives hardboiled al estilo del film noir), no se trata de lo mismo. Ambas suelen desarrollarse en un contexto de corrupción sistémica e institucional. Sin embargo, la ficción noir (del francés, "negro") se centra en protagonistas que son víctimas, sospechosos o autores, a menudo autodestructivos. El protagonista típico de la ficción noir se ve obligado a enfrentarse a un corrupto sistema legal, político o de otro tipo, a través del cual el protagonista es victimizado y/o tiene que victimizar a otros, lo que lleva a una situación en la que todos pierden. Otto Penzler sostiene que la novela policíaca tradicional y la ficción negra son "diametralmente opuestas, con premisas filosóficas mutuamente excluyentes".
Si bien el detective privado clásico (como lo ejemplifican las creaciones de escritores como Dashiell Hammett, Raymond Chandler y Mickey Spillane) puede quebrantar o infringir la ley, lo hace a través de un protagonista con una capacidad de acción significativa en la búsqueda de la justicia, y "aunque no todos sus casos tengan una conclusión feliz, el héroe emergerá con una trayectoria éticamente intachable". Por otro lado, las obras noir,
ya sean películas, novelas o relatos cortos, son historias existenciales pesimistas sobre personas, incluidos (o especialmente) protagonistas con graves defectos y moralmente cuestionables. El tono suele ser sombrío y nihilista, con personajes cuya avaricia, lujuria, celos y alienación les conducen a una espiral descendente a medida que sus planes e intrigas se tuercen inevitablemente. (...) Las maquinaciones de su implacable lujuria les llevarán a mentir, robar, engañar e incluso matar a medida que se ven cada vez más atrapados en una red de la que no pueden salir.

La escritora y académica Megan Abbott describe ambos así:

El hardboiled es distinto del noir, aunque a menudo se usan de forma intercambiable. El argumento común es que las novelas hardboiled son una extensión de las narrativas del salvaje oeste y de los pioneros del siglo XIX. Lo salvaje se convierte en la ciudad, y el héroe suele ser un personaje algo caído, un detective o un policía. Al final, todo es un desastre, ha muerto gente, pero el héroe ha hecho lo correcto o ha estado a punto de hacerlo y, en cierta medida, se ha restablecido el orden.

El noir es diferente. En el noir, todo el mundo ha caído, y el bien y el mal no están claramente definidos y puede que ni siquiera sean alcanzables.
Andrew Pepper, en un ensayo publicado en The Cambridge Companion to American Crime Fiction, enumeró los principales puntos temáticos comunes de la ficción noir como "los efectos corrosivos del dinero, el sinsentido y el absurdo de la existencia, las ansiedades sobre la masculinidad y la burocratización de la vida pública, la fascinación por lo grotesco y el coqueteo y rechazo del psicoanálisis freudiano". Eddie Duggan analiza la distinción entre ficción hardboiled y noir, afirmando que "la inestabilidad psicológica es la característica clave de los protagonistas de la escritura noir, si no la característica clave de los propios escritores noir". Del mismo modo, Johnny Temple, fundador de Akashic Books, señaló que la ficción noir tiende a ser escrita por "autores cuyas circunstancias vitales les sitúan a menudo en entornos vulnerables al crimen".

## Orígenes y promotores posteriores
A partir de The Bride Wore Black (1940), el autor Cornell Woolrich escribió una serie de seis novelas noir no relacionadas entre sí, tres de las cuales fueron adaptadas al cine en la década de 1940. La palabra "noir" fue utilizada por la editorial parisina Gallimard en 1945 como título de su Série Noire de ficción policíaca. En el mundo anglosajón, el término tiene su origen en el cine: film noir. Este término también apareció por primera vez en Francia, en 1946, aunque no gozó de gran difusión hasta la década de 1970. El cine negro se refiere a obras cinematográficas basadas en novelas de las tradiciones hardboiled y noir, que muestran el realismo y la desilusión de la posguerra bajo la influencia del expresionismo alemán.
James M. Cain es considerado el pionero estadounidense de los géneros hardboiled y noir. Otros escritores estadounidenses importantes del género noir son Cornell Woolrich, Jim Thompson, Horace McCoy y David Goodis. En la década de 1950, el sello Gold Medal de Fawcett Books contribuyó decisivamente a la publicación de novelas noir y policíacas de escritores como Elliott Chaze, Charles Williams, Gil Brewer, Harry Whittington, Peter Rabe y Lionel White, así como Goodis y Thompson. En los años ochenta, la editorial estadounidense Black Lizard reeditó muchas de estas obras. En la actualidad, la editorial Akashic Books cuenta con una elaborada línea de antologías de relatos noir.

Entre los autores europeos más destacados del género figuran Jean-Claude Izzo y Massimo Carlotto. Según el editor italiano Sandro Ferri, el "noir mediterráneo" destaca por su atención a la dualidad de la vida mediterránea:
La visión predominante en las novelas pertenecientes al género conocido como noir mediterráneo es pesimista. Los autores y sus invenciones literarias miran a las ciudades del Mediterráneo y ven lugares rotos, maltratados y distorsionados por el crimen. Siempre hay una especie de dualismo que impregna estas obras. Por un lado, el estilo de vida mediterráneo: buen vino y buena comida, amistad, convivencia, solidaridad, cielos azules y mares límpidos, un arte de vivir llevado casi a la perfección. Por otro, la violencia, la corrupción, la codicia y los abusos de poder.
Entre los novelistas actuales que escriben tanto en la modalidad hardboiled como en la noir, el más destacado es James Ellroy. Tras calificar el noir de "la rama más escrutada de la escuela de ficción hard-boiled", escribió:
La emoción del noir es el subidón de la pérdida moral y el abandono a la excitación. La importancia social del noir radica en su arraigo en los grandes temas de raza, clase, género y corrupción sistémica. El atractivo general y duradero del noir es que hace que la perdición sea divertida.

## Lecturas complementarias
- Duggan, Eddie (1998). "Life's a Bitch: Paranoia and Sexuality in the Novels of David Goodis". Crime Time. 2.1: 14–20 – via Academia.edu.
- Duncan, Paul (2000). Noir Fiction: Dark Highways. Pocket Essentials. ISBN 978-1-903047-11-8.
- Emanuel, Michelle (2006). From Surrealism to Less-Exquisite Cadavers: Léo Malet and the Evolution of the French Roman Noir. Rodopi Bv Editions. ISBN 978-90-420-2080-1.
- Gorrara, Claire (2000). "Narratives of Protest and the Roman Noir in Post-1968 France". French Studies. LIV: 313–325.
- Gorrara, Claire (2003). The Roman Noir in Post-War French Culture: Dark Fictions. Oxford University Press on Demand. ISBN 978-0-19-924609-0.
- Gorrara, Claire (2007). "French Crime Fiction: From Genre Mineur To Patrimoine Culturel". French Studies. LXI: 209–214.
- Irwin, John T. (2006). Unless the Threat of Death Is Behind Them: Hard-Boiled Fiction and Film Noir. JHU Press. ISBN 978-0-8018-8435-1.
- Kletter, Dana (26 de abril de 2006). «Med Noir». The Boston Phoenix.
- Oliver, Brian (30 de enero de 2005). «I'm not interested in the good guys winning». The Guardian.
- Reynolds, Michael (2006). «Black and Blue: An Introduction to the Mediterranean Noir Novel». Europa Editions.